# Claude Garamond
Claude Garamond (Parigi, 1480 – Parigi, 1561) è stato un tipografo francese, conosciuto anche con il nome italianizzato di Claudio Garamontio.

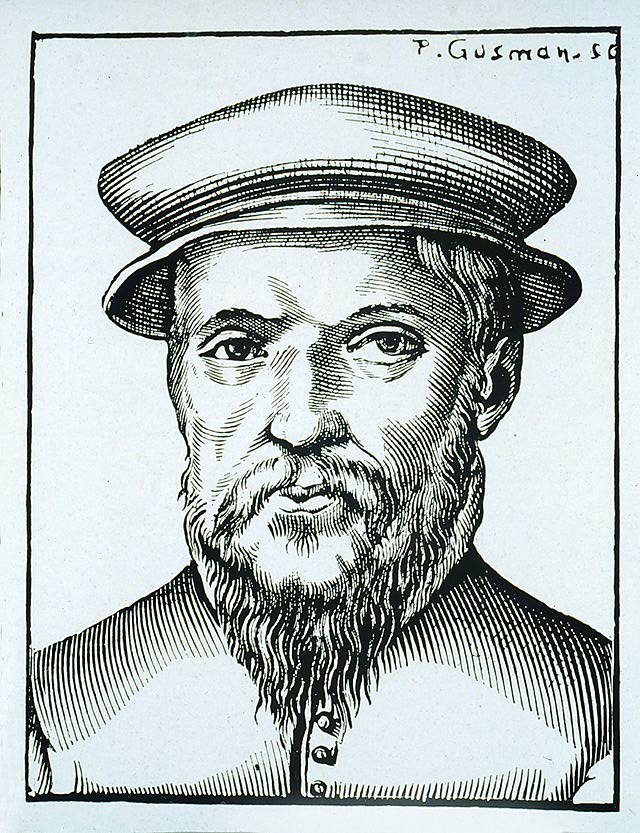
Claude Garamond

Si tratta forse del più famoso incisore di caratteri mobili francese. Creò il greco du Roi (greco del re), cioè il carattere greco con cui erano pubblicate le edizioni dei classici dedicati al re di Francia. Perfezionò il tondo e creò una serie di caratteri che porta il suo nome (Garamond) e che sarà abbondantemente imitata, anche a secoli di distanza.

## Biografia
Garamond apprese il suo mestiere come allievo di Antoine Augereau, un incisore di caratteri parigino che si era riconvertito al mestiere di libraio e stampatore. Nel 1540 Pierre Duchâtel, consigliere ed elemosiniere del re Francesco I di Francia gli commissionò punzoni per tre modelli di caratteri dell'alfabeto greco su richiesta di Robert Estienne (che ne fece uso per le sue edizioni dei classici greci a partire dal 1543). Per disegnare tali caratteri che costituiranno il sopra citato greco del re, Garamond copiò la scrittura del calligrafo cretese Angelo Vergezio. Oggi tali punzoni e le relative matrici sono classificate come monumenti storici e conservati alla Stamperia nazionale.

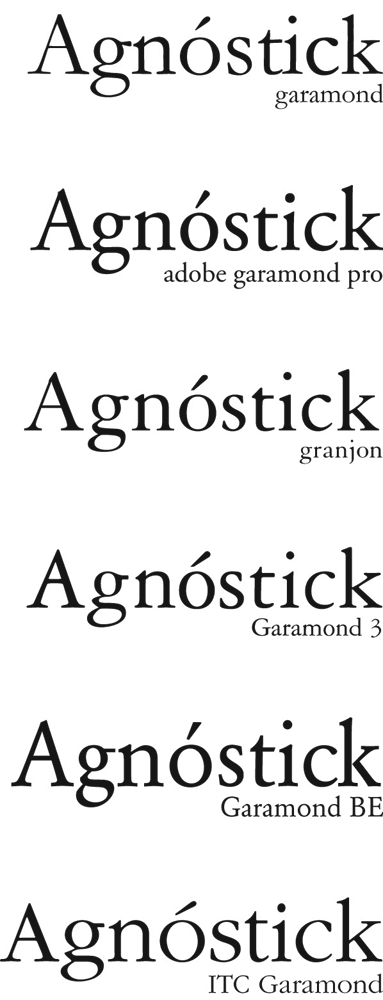
Esempi di caratteri Garamond

Garamond deve la sua celebrità alla sua versione del tondo, la cui qualità fu riconosciuta in tutta Europa e che contribuì a soppiantare rapidamente i caratteri gotici usati all'epoca. Insieme al corsivo di Aldo Manuzio, i caratteri di Garamond divennero i più usati nelle nuove edizioni di classici latini durante il tardo Rinascimento. Garamond si associò a Jean Barbé e al padrino di lui, lo stampatore Pierre Gaultier, uscendo però dalla società dopo appena due anni. A partire dal 1550 incise i suoi punzoni tondi e corsivi, questi ultimi basati sui caratteri di Simon de Colines. Jean de Gaigny, cancelliere della Sorbona, lo incoraggiò su questa strada consigliandogli di creare un nuovo tipo di corsivo, anche se senza successo. 
Dopo la sua morte, nel 1561, i suoi esecutori testamentari, Guillaume Le Bé e André Wechel, acquistarono una parte della sua attrezzatura. La maggior parte delle matrici e dei punzoni furono acquistati dal fiammingo Christophe Plantin (di Anversa), e da Jacques Sabon, un fonditore di Francoforte. La Stamperia reale (poi Stamperia nazionale) recuperò i caratteri di Garamond posseduti dalla fonderia Le Bé.